# 2022년 AFC컵
2022년 AFC컵은 2022년에 개최된 19번째 AFC 챔피언스리그 투로 이 대회에서 우승한 팀은 2023-24년 AFC 챔피언스리그에 참가하지 못하는 경우에 플레이오프에 진출할 자격을 얻게 된다.

## 참가권 배정
랭킹 선별 기준은 최근 4년간 각 국가의 구단들의 대륙 대회 성적을 토대로 정해진다. 2021년과 2022년의 AFC 대회는 AFC 클럽 랭킹을 기조로 하였다.
- 협회들은 다섯 지역으로 나뉘어 참가하게 된다.
  - 서아시아 지역에서는 서아시아 축구 연맹(WAFF) 소속 12개 국가축구협회들이 참여하게 된다.
  - 남아시아 지역에서는 남아시아 축구 연맹(SAFF) 소속 7개 국가축구협회들이 참여하게 된다.
  - 중앙아시아 지역에서는 중앙아시아 축구 연맹(CAFA) 소속 6개 국가축구협회들이 참여하게 된다.
  - 동남아시아 지역에서는 아세안 축구 연맹(AFF) 소속 12개 국가축구협회들이 참여하게 된다.
  - 동아시아 지역에서는 동아시아 축구 연맹(EAFF) 소속 9개 국가축구협회들이 참여하게 된다.
- AFC 챔피언스리그 참가 배정으로 서부 지역(서아시아, 남아시아, 중앙아시아), 동부 지역(동남아시아, 동아시아) 각각 상위 5개 협회를 제외한 나머지 협회 소속의 클럽들은 AFC컵에 참가가 가능하다.
- AFC 챔피언스리그 예선 플레이오프에서 탈락한 6위, 11위, 12위 협회 소속의 클럽은 AFC컵 조별 예선에 진출하게 된다. 아래 규칙들이 적용된다.:
  - 서부지역, 동부지역 각 6위 협회 소속의 팀이 AFC 챔피언스 리그 예선 플레이오프 탈락 시, 해당 팀은 AFC컵 조별 예선에 진출한다.
  - 위에 명시된 팀이 AFC 챔피언스리그 본선에 진출할 경우, 해당 협회의 소속 리그에 대기 우선 순위가 높은 팀이 AFC컵 본선에 진출하게 된다.
  - AFC 챔피언스리그 우승팀과 AFC컵 우승팀은 해당되지 않는다.
- 서아시아 지역과 동남아시아 지역은 각 지역별로 9팀이 본선에 직행하고 나머지 3장은 플레이오프를 통해서 정하게 된다.
  - 해당 지역 1~3위 협회는 2장의 본선 직행 티켓을 배정 받는다.
  - 해당 지역 4~6위 협회는 1장의 본선 직행 티켓과 1장의 플레이오프 티켓을 배정 받는다.
  - 해당 지역 7위 이하 협회는 1장의 플레이오프 티켓을 배정 받는다.
  - 해당 지역에 서부 지역 또는 동부 지역 6위 협회가 있으면, 10팀이 본선에 직행하고 플레이오프로 올라올 팀은 2팀이 된다.
- 남아시아 지역, 중앙아시아 지역, 동아시아 지역은 각 지역별로 3팀이 본선에 직행하고 나머지 1장은 플레이오프를 통해서 정하게 된다.
  - 해당 지역 1~3위 협회는 1장의 본선 직행 티켓과 1장의 플레이오프 티켓을 배정 받는다.
  - 해당 지역 4위 이하 협회는 1장의 플레이오프 티켓을 배정 받는다.
  - 해당 지역에 서부 지역 또는 동부 지역 6위 협회가 있으면, 4팀이 본선에 직행하고 해당 지역에 동등한 기회를 주기 위해 1개의 조가 추가 편성 되고 플레이오프를 통해서 4팀을 정한다.
  - 해당 지역에 최소 7팀의 플레이오프 참가 팀이 있을 경우, 5팀이 본선에 진출할 수 있게 되며 마찬가지로 1개의 조가 추가 편성이 된다.
- 만약 협회가 AFC컵 조건 충족 되지 않으면, 모든 본선 직행 티켓은 플레이오프 티켓으로 전환된다. 그리고 포기된 본선 직행 티켓은 아래 기준에 의해 최상위 적절한 국가축구협회에게 재배분된다 아래 규칙들이 적용된다.:
  - 각 협회의 AFC컵 참가하는 팀은 최대 2팀이다.
  - 만약 추가 본선 직행 티켓을 획득하면, 하나의 플레이오프 티켓은 재분배 하지 아니한다.
- 하나의 협회가 가질 수 있는 티켓의 최대 개수는, 최상위 리그 참가 팀 수의 1/3 수와 같다.
- 만약 AFC 클럽 면허 소지 팀 누구라도 AFC 챔피언스리그 참가 거부하면, 해당 자리는 취소되며 재배분되지 아니한다.

### Bracket
|  | Central Asia Zonal final (Winners advances to Inter-zone play-off semi-finals) | Central Asia Zonal final (Winners advances to Inter-zone play-off semi-finals) | Central Asia Zonal final (Winners advances to Inter-zone play-off semi-finals) |  |  | Inter-zone play-off semi-finals (Winners advances to Inter-zone play-off final) | Inter-zone play-off semi-finals (Winners advances to Inter-zone play-off final) | Inter-zone play-off semi-finals (Winners advances to Inter-zone play-off final) |  |
|  |                                                                                |                                                                                |                                                                                |  |  |                                                                                 |                                                                                 |                                                                                 |  |
|  | Khujand                                                                        | Khujand                                                                        | 0                                                                              |  |  |                                                                                 |                                                                                 |                                                                                 |  |
|  | Sogdiana Jizzakh                                                               | Sogdiana Jizzakh                                                               | 4                                                                              |  |  | Eastern                                                                         | Eastern                                                                         | 0                                                                               |  |
|  |                                                                                |                                                                                |                                                                                |  |  | Sogdiana                                                                        | Sogdiana                                                                        | 1                                                                               |  |

|  | ASEAN Zonal semi-finals | ASEAN Zonal semi-finals |                   |   | ASEAN Zonal final (Winners advances to Inter-zone play-off semi-finals) | ASEAN Zonal final (Winners advances to Inter-zone play-off semi-finals) |  |  | Inter-zone play-off semi-finals (Winners advances to Inter-zone play-off final) | Inter-zone play-off semi-finals (Winners advances to Inter-zone play-off final) |
|  |                         |                         |                   |   |                                                                         |                                                                         |  |  |                                                                                 |                                                                                 |
|  | 9 August 2022           |                         |                   |   |                                                                         |                                                                         |  |  |                                                                                 |                                                                                 |
|  |                         |                         |                   |   |                                                                         |                                                                         |  |  |                                                                                 |                                                                                 |
|  | Viettel                 | 0 (5)                   |                   |   |                                                                         |                                                                         |  |  |                                                                                 |                                                                                 |
|  | Viettel                 | 0 (5)                   | 24 August 2022    |   |                                                                         |                                                                         |  |  |                                                                                 |                                                                                 |
|  | Kuala Lumpur City (승)  | 0 (6)                   |                   |   |                                                                         |                                                                         |  |  |                                                                                 |                                                                                 |
|  | Kuala Lumpur City (승)  | 0 (6)                   | Kuala Lumpur City | 5 |                                                                         |                                                                         |  |  |                                                                                 |                                                                                 |
|  | 10 August 2022          |                         | Kuala Lumpur City | 5 |                                                                         |                                                                         |  |  |                                                                                 |                                                                                 |
|  |                         | PSM Makassar            | 2                 |   |                                                                         |                                                                         |  |  |                                                                                 |                                                                                 |
|  | PSM Makassar            | PSM Makassar            | 2                 | 2 |                                                                         |                                                                         |  |  |                                                                                 |                                                                                 |
|  | PSM Makassar            |                         | TBD               | 2 |                                                                         |                                                                         |  |  |                                                                                 |                                                                                 |
|  | Kedah Darul Aman        | 1                       |                   |   |                                                                         |                                                                         |  |  |                                                                                 |                                                                                 |
|  | Kedah Darul Aman        | 1                       | ATK Mohun Bagan   | 1 |                                                                         |                                                                         |  |  |                                                                                 |                                                                                 |
|  |                         |                         | ATK Mohun Bagan   | 1 |                                                                         |                                                                         |  |  |                                                                                 |                                                                                 |
|  |                         |                         | Kuala Lumpur City | 3 |                                                                         |                                                                         |  |  |                                                                                 |                                                                                 |
|  |                         |                         | Kuala Lumpur City | 3 |                                                                         |                                                                         |  |  |                                                                                 |                                                                                 |
|  |                         |                         |                   |   |                                                                         |                                                                         |  |  |                                                                                 |                                                                                 |
|  |                         |                         |                   |   |                                                                         |                                                                         |  |  |                                                                                 |                                                                                 |
|  |                         |                         |                   |   |                                                                         |                                                                         |  |  |                                                                                 |                                                                                 |
|  |                         |                         |                   |   |                                                                         |                                                                         |  |  |                                                                                 |                                                                                 |
|  |                         |                         |                   |   |                                                                         |                                                                         |  |  |                                                                                 |                                                                                 |
|  |                         |                         |                   |   |                                                                         |                                                                         |  |  |                                                                                 |                                                                                 |
|  |                         |                         |                   |   |                                                                         |                                                                         |  |  |                                                                                 |                                                                                 |
|  |                         |                         |                   |   |                                                                         |                                                                         |  |  |                                                                                 |                                                                                 |
|  |                         |                         |                   |   |                                                                         |                                                                         |  |  |                                                                                 |                                                                                 |

|  | West Asia Zonal semi-finals | West Asia Zonal semi-finals | West Asia Zonal semi-finals |          |         | West Asia Zonal final (Winners advances to Final) | West Asia Zonal final (Winners advances to Final) | West Asia Zonal final (Winners advances to Final) |  |
|  |                             |                             |                             |          |         |                                                   |                                                   |                                                   |  |
|  | Al-Arabi                    | Al-Arabi                    | 1                           |          |         |                                                   |                                                   |                                                   |  |
|  | Al-Arabi                    | Al-Arabi                    | 1                           |          |         |                                                   |                                                   |                                                   |  |
|  | Al-Seeb                     | Al-Seeb                     | 2                           |          |         |                                                   |                                                   |                                                   |  |
|  | Al-Seeb                     | Al-Seeb                     | 2                           |          | Al-Seeb | Al-Seeb                                           | 4                                                 |                                                   |  |
|  |                             |                             |                             |          | Al-Seeb | Al-Seeb                                           | 4                                                 |                                                   |  |
|  |                             |                             | Al-Riffa                    | Al-Riffa | 0       |                                                   |                                                   |                                                   |  |
|  | East Riffa                  | East Riffa                  | Al-Riffa                    | Al-Riffa | 0       | 1 (4)                                             |                                                   |                                                   |  |
|  | East Riffa                  | East Riffa                  |                             |          |         |                                                   |                                                   |                                                   |  |
|  | Al-Riffa                    | Al-Riffa                    | 1 (5)                       |          |         |                                                   |                                                   |                                                   |  |

|  | Inter-zone play-off final | Inter-zone play-off final | Inter-zone play-off final |  |  | Final             | Final             | Final |  |
|  |                           |                           |                           |  |  |                   |                   |       |  |
|  | Sogdiana Jizzakh          | Sogdiana Jizzakh          | 1 (3)                     |  |  |                   |                   |       |  |
|  | Kuala Lumpur City         | Kuala Lumpur City         | 1 (5)                     |  |  | Kuala Lumpur City | Kuala Lumpur City | 0     |  |
|  |                           |                           |                           |  |  | Al-Seeb           | Al-Seeb           | 3     |  |

## 같이 보기
- 2022년 AFC 챔피언스리그